# Грязев, Анатолий Андреевич
Анатолий Андреевич Грязев (1937) — советский футболист, полузащитник, тренер.
Карьеру в командах мастеров начал в 1959 году в клубе класса «Б» «Текстильщик» Кировабад. В том же году перешёл в «Нефтяник» Баку, за который в 1960—1966 годах в чемпионате СССР сыграл 138 матчей, забил четыре гола.
Бронзовый призёр 1966 года.
По окончании карьеры игрока работал исполняющим обязанности старшего тренера и тренером «Нефтчи», тренером клуба МЦОП «Динамо» (1991).